# Novaculops koteamea
Novaculops koteamea là một loài cá biển thuộc chi Novaculops trong họ Cá bàng chài. Loài này được mô tả lần đầu tiên vào năm 2004.

## Từ nguyên
Từ định danh của loài này được đặt theo tiếng Rapa Nui, trong đó kotea là tên gọi chung cho các loài cá bàng chài ở đây, còn mea nghĩa là "màu đỏ", hàm ý đề cập đến màu sắc cơ thể của loài này.

## Phạm vi phân bố và môi trường sống
N. koteamea có phạm vi phân bố giới hạn ở Đông Nam Thái Bình Dương. Loài này hiện chỉ được biết đến duy nhất tại đảo Phục Sinh. Loài này sống trên nền đáy cát lẫn đá sỏi ở độ sâu khoảng từ 50 đến 250 m.
N. koteamea có thể có mặt tại các đảo cận nhiệt đới ở Nam Thái Bình Dương như quần đảo Pitcairn hay Rapa Iti.

## Mô tả
Chiều dài cơ thể tối đa được ghi nhận ở N. koteamea là gần 26 cm. Cơ thể có màu đỏ tươi, vảy có viền màu đỏ sẫm. Màng của phần gai vây lưng và vây hậu môn màu xanh lam xám; phần vây mềm của hai vây có màu đỏ (vây lưng có các chấm đen, còn vây hậu môn thì không). Các vây còn lại đều có tông màu đỏ tươi.
Số gai ở vây lưng: 9; Số tia vây ở vây lưng: 12; Số gai ở vây hậu môn: 3; Số tia vây ở vây hậu môn: 12; Số tia vây ở vây ngực: 12; Số gai ở vây bụng: 1; Số tia vây ở vây bụng: 5.

### Trích dẫn
- "Xyrichtys koteamea, a new razorfish (Perciformes: Labridae) from Easter Island" (PDF). The Raffles Bulletin of Zoology. Quyển 52 số 1. 2004. tr. 251–255. {{Chú thích tạp chí}}: Đã bỏ qua tham số không rõ |authors= (trợ giúp)